# Waterschap De Peizer- en Eeldermaden
De Peizer- en Eeldermaden is de naam van het voormalige waterschap in het noorden van de Nederlandse provincie Drenthe en een klein deel, enkele percelen, in de provincie Groningen. Het waterschap is opgericht op 20 september 1928 nadat in de vergadering van ingelanden gehouden te Eelde op 30 september 1928 werd besloten om stappen te nemen om dit waterschap op te richten. Het waterschap was ongeveer 1760 hectare groot.
Het waterschap Noordenveld beheerde vanaf eind 1975 de werken van De Peizer- en Eeldermaden. Toen het reglement van Noordenveld in 1984 werd aangepast, is tegelijk tot opheffing van De Peizer- en Eeldermaden besloten en het op te laten gaan in Noordenveld, per 1 januari 1985.

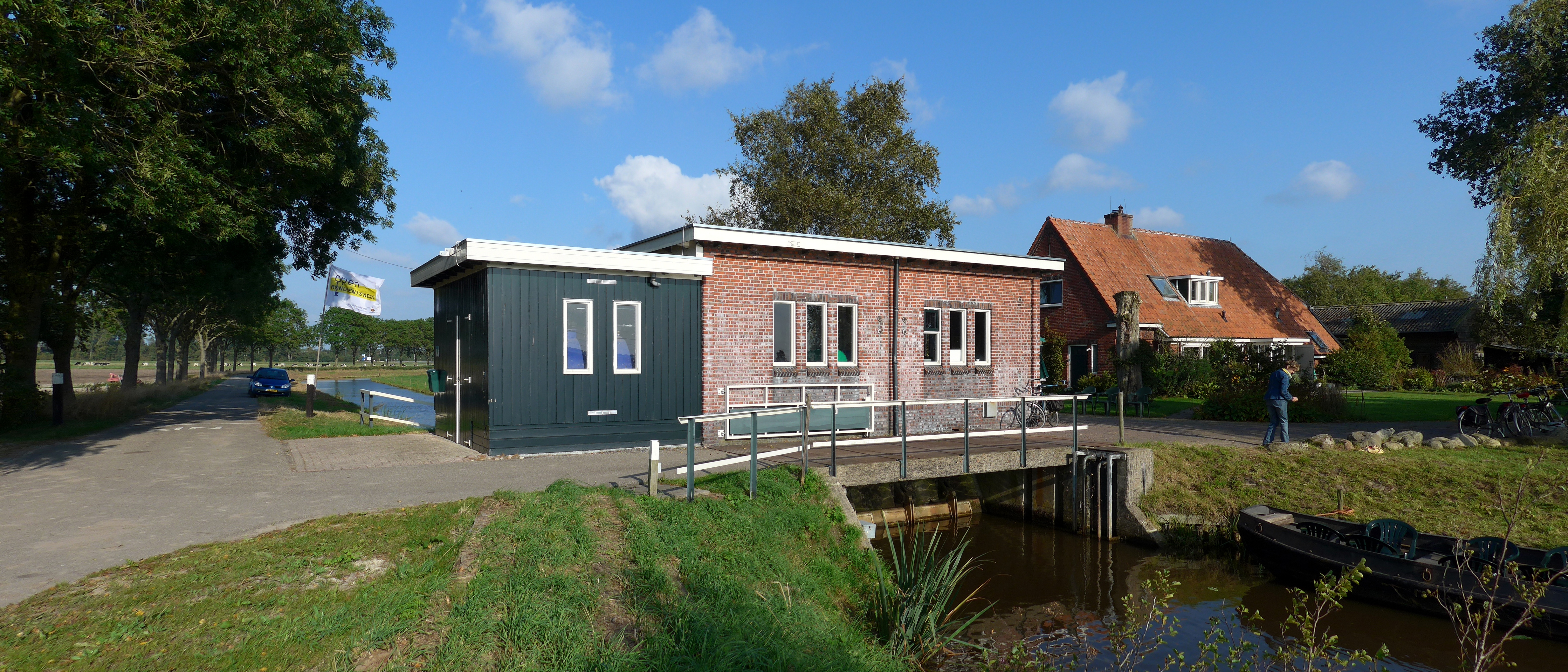
Het gemaal van het voormalige waterschap aan de Hamersweg in Peizermade (2014)